# Erika Mann (femme politique)
Pour les articles homonymes, voir Mann.
Cet article concerne une femme politique allemande. Pour la femme de lettres, comédienne et chanteuse allemande, voir Erika Mann.
Erika Mann, née le 2 novembre 1950 à Leipzig, est une femme politique allemande.
Membre du Parti social-démocrate d'Allemagne, elle est députée européenne de 1994 à 2009.

## Biographie
Erika Mann est née le 2 novembre 1950 à Leipzig. Elle est diplômée en éducation et travaille à l'Université de Hanovre.
Erika Mann rejoint le Parti social-démocrate d'Allemagne (SPD) en 1972 et devient membre de son groupe de travail des indépendants et des entreprises (Arbeitsgemeinschaft der Selbständigen/Arbeitsgemeinschaft Wirtschaft, AGS/AGW) dans le district de Hanovre en 1995. Elle est membre du conseil de l'arrondissement de Northeim jusqu'en 1996.

### Parlementaire européenne
En 1994, elle est élue députée au Parlement européen pour le Parti social-démocrate qui fait partie du groupe du Parti socialiste européen, elle est réélue en 1999 et 2004. Au Parlement européen, elle est membre de la Conférence des présidents des délégations, de la commission du commerce international, suppléante à la commission de l'industrie, de la recherche et de l'énergie et suppléante à la commission du contrôle budgétaire, du Conseil économique transatlantique. Elle est également coordinatrice du groupe du PSE au sein de la commission du commerce international (INTA) et membre du comité directeur de l'Assemblée parlementaire de l'Organisation mondiale du commerce,.
Elle a également été membre fondateur et coprésidente de la Fondation européenne pour l'Internet, qui rassemble des députés européens et l'industrie pour discuter de questions liées à Internet. Elle a été membre du conseil d'administration du Forum sur la société de l'information de la Commission européenne.
En novembre 2008, elle échappe aux attentats de Bombay alors qu'elle se trouve à l'hôtel Taj Mahal avec une délégation de de Commission du commerce international du Parlement européen.
Elle n'est pas réélue lors des élections européennes de 2009.

### Activités de lobbying
Fin octobre 2011, elle devient chargée de mission permanente pour les relations avec l'UE de Facebook et s'oppose à différents points du projet de règlement européen sur la protection des données. Elle quitte ce poste en 2016 pour rejoindre le lobby juridique Covington & Burling,,,.
En 2015, elle est vice-présidente de l'organisation de lobbying Computer & Communications Industry Association (CCIA) et membre du Groupe Kangaroo, une association rassemblant des représentants du Parlement européen, de la Commission et du Conseil, du monde universitaire, des médias et du monde des affaires, dont l'objectif est de  renforcer l'unité européenne autour de la poursuite de projets communs.

### Autres mandats
Erika Mann est sénatrice de la Société Max Planck pour le développement des sciences, membre du conseil d'administration de l'Institut Max-Planck de recherche sur le système solaire, vice-présidente du conseil d'administration de l'association « Frauen geben Technik neue Impulse», et membre du conseil d'administration du Internationalen Bildungs- und Begegnungswerkese, présidente du Transatlantic Policy Network, Elle est membre du conseil d'administration du Forum sur la société de l'information de la Commission européenne, cofondatrice et présidente du European Internet Forum qui rassemble des députés européens et l'industrie pour discuter de questions liées à Internet, membre du conseil d'administration du Groupe Kangaroo et membre de l'Académie internationale d'informatisation des Nations Unies. En 2006, elle est l'initiatrice et membre fondatrice de la German European Security Association (de) et cheffe du groupe de travail sur la sécurité informatique,.

## Filmographie
- Democracy. Im Rauch der Daten, film documentaire de David Bernet, 2016, 100 minutes. Avec la participation de John Boswell, Erika Mann et Daniel Cohn-Bendit[9].